# قبعة قرطبية
القبعة القُرطُبيّة هي قبعة تقليدية مصنوعة في مدينة قرطبة في إسبانيا وتُرتدى تقليدياً في جزء كبير من إقليم أندلسية.